# Agaricia humilis
Agaricia humilis är en korallart som beskrevs av Addison Emery Verrill 1901. Agaricia humilis ingår i släktet Agaricia och familjen Agariciidae. IUCN kategoriserar arten globalt som livskraftig. Inga underarter finns listade i Catalogue of Life.